# (51741) Davidixon
(51741) Davidixon est un astéroïde de la ceinture principale.

## Description
(51741) Davidixon est un astéroïde de la ceinture principale. Il fut découvert le 24 mai 2001 à Anza (Californie) par Michael Collins et Minor White. Il présente une orbite caractérisée par un demi-grand axe de 2,88 UA, une excentricité de 0,16 et une inclinaison de 7,3° par rapport à l'écliptique.

## Compléments